# Estación Kōyōdai
La estación Kōyōdai (光洋台駅 Kōyōdai-eki?) es una estación de la línea Yosan de la Japan Railways que se encuentra en la ciudad de Matsuyama de la prefectura de Ehime. El código de estación es el "Y51".

## Estación de pasajeros
Cuenta con una plataforma, la cual posee un único andén (andén 1).

### Andenes
| 1 | ● Línea Yosan | Hacia Hojo, Imabari, Nyūgawa, Saijō, Niihama, Iyomishima, Kawanoe y Kanonji (los servicios rápidos no se detienen) |
| 1 | ● Línea Yosan | Hacia Matsuyama e Iyo (los servicios rápidos no se detienen)                                                       |

## Alrededores de la estación
- Ruta nacional 196

## Historia
- 1986: el 1° de noviembre se inaugura la estación Koyodai.
- 1987: el 1° de abril pasa a ser una estación de la división Ferrocarriles de Pasajeros de Shikoku de la Japan Railways.

## Estación anterior y posterior
- Línea Yosan 
  - Estación Awai (Y50)  <<  Estación Kōyōdai (Y51)  >>  Estación Horie (Y52)